# Ferre Spruyt
Ferre Spruyt (9 april 1986) is een Belgisch langebaanschaatser en skeeleraar.

## Levensloop
In 2011 werd hij derde op het Belgisch kampioenschap allround in Eindhoven. Een jaar later, het weekend van 10 en 11 december 2011, werd hij tweede achter Bart Swings. Doordat Swings in 2011 als 19e eindigde in de eindrankschikking op het EK Allround, mocht België twee schaatsers afvaardigen voor het volgende EK en debuteert Spruyt op 7 januari 2012 op het allroundtoernooi in Boedapest. Op het WK Afstanden in Heerenveen mocht hij samen met Swings de 5000 meter rijden vanwege het afzeggen van Bøkko waardoor er voor het eerst twee Belgen uitkwamen op een WK Afstanden.
Op 16 november 2013 reed hij met Bart en Maarten op de ploegenachtervolging in Salt Lake City naar het Belgische record; 3.45,62.
Spruyt is gehuwd en heeft een zoon en twee dochters.

## Persoonlijke records
| Afstand     | Tijd     | Datum            | Baan           |
| ----------- | -------- | ---------------- | -------------- |
| 500 meter   | 38,46    | 2 november 2013  | Calgary        |
| 1000 meter  | 1.14,25  | 17 maart 2012    | Calgary        |
| 1500 meter  | 1.53,33  | 18 oktober 2013  | Inzell         |
| 3000 meter  | 3.49,36  | 2 november 2013  | Calgary        |
| 5000 meter  | 6.33,43  | 17 november 2013 | Salt Lake City |
| 10000 meter | 13.35,93 | 2 december 2012  | Astana         |

## Resultaten
| jaar | BK Allround | EK Allround | WK Afstanden | Wereldbeker               |
| ---- | ----------- | ----------- | ------------ | ------------------------- |
| 2011 | Brons       |             |              |                           |
| 2012 | Zilver      | NC24        | 24e 5000m    | 28e massastart            |
| 2013 | Zilver      | NC24        |              | 46e 5k/10k 25e massastart |

NC# = niet gekwalificeerd voor de laatste afstand, maar wel als # geklasseerd in de eindrangschikking

### Medaillespiegel
| Kampioenschap | Goud · | Zilver · | Brons · |
| ------------- | ------ | -------- | ------- |
| BK Allround   | 0      | 2        | 1       |